# Beebea guglielmi
Beebea guglielmi là một loài bướm đêm trong họ Crambidae.